# 何希堯
何希堯（16世紀—17世紀），號天池，江西瑞州府高安縣人，明朝政治人物。

## 生平
何希堯是隆慶元年（1567年）的舉人，二年（1568年）、五年（1571年）會試均中副榜，授應山知縣，任內廉正謹慎，鉅細整理縣事；當時縣內旱災頻仍，他患病時依然勸諭捐資賑災，任內數年以身作則，刊發四書三說給儒生，童試其間閱讀楊漣試卷，嘆道：「這人真是川嶽的正氣。」拔為第一，後來楊漣彈劾宦官殉節，人們都認為他知人。秩滿後上考，朝廷擬授何希堯入六部，他卻因為顧念雙親年老辭官回鄉，行李蕭然，官員協助他才能回去，應山為他立生祠；他在家杜門不出，只提倡理學教育學生，立心跟隨道德行事，有文集若干卷流傳。

## 引用
1. 1 2  同治《高安縣志·卷十四·人物志》：何希堯，號天池，隆慶丁卯舉人，戊辰、辛未兩中會副，宰應山廉能公慎，釐剔靡遺；頻年異祲，扶病單騎撫諭捐俸以賑，任數年日以作人為亟，刊四書三說廣給生儒，童試閱卷得楊公漣，嘆曰：「此川嶽正氣也。」拔冠一軍，後擊璫殉節如希堯言，論者服其知人。秩滿註上考擬授部曹，念親老解組歸，一橐蕭然，院司助其裝始得旋里，應人祀之；家居杜門，惟倡明理學以課生徒，立心制行一本誠正，著有文集若干卷。康熙間郡司馬蔣公允修擬捐俸梓行，以遷貼黔守去未果。